# Urszula Oettingen
Urszula Marta Oettingen (ur. 6 grudnia 1957 w Tarnowie) – polska historyk, doktor habilitowany nauk humanistycznych.

## Życiorys
W 1976 ukończyła I Liceum Ogólnokształcące im. Kazimierza Brodzińskiego w Tarnowie. W latach 1976–1980 odbyła studia z zakresu historii na Uniwersytecie Jagiellońskim. Rozprawę doktorską pt. Cmentarze I wojny światowej w województwie kieleckim, której promotorem był Janusz Bogdanowski, obroniła w 1989 na macierzystej uczelni. Stopień naukowy doktora habilitowanego uzyskała w 2013 na Uniwersytecie Kardynała Stefana Wyszyńskiego w Warszawie w oparciu o rozprawę zatytułowaną Towarzystwo Ochotniczej Straży Ogniowej w Kielcach 1873–1918. Studium działalności w latach niewoli narodowej.
Od 1981 do 1990 pracowała w Biurze Dokumentacji Zabytków Urzędu Wojewódzkiego w Kielcach, natomiast w latach 1990–1995 była starszym inspektorem w kieleckim oddziale Państwowej Służby Ochrony Zabytków. Od 1988 do 1995 współpracowała z Austriackim Czerwonym Krzyżem przy renowacji cmentarzy z okresu I wojny światowej na ziemiach polskich. W 1994 podjęła pracę na stanowisku adiunkta w Instytucie Historii Wyższej Szkoły Pedagogicznej w Kielcach, przekształconej następnie w Akademię Świętokrzyską i Uniwersytet Jana Kochanowskiego.
Jej zainteresowania badawcze dotyczą czasów I wojny światowej i Legionów Polskich, a także społeczeństwa polskiego w wiekach XIX i XX oraz miejsc pamięci narodowej. Autorka publikacji w m.in. „Spotkaniach z Zabytkami”, „Studiach Historycznych” i „Między Wisłą a Pilicą”.

## Odznaczenia i wyróżnienia
Została odznaczona m.in. Złotym Krzyżem Zasługi (2001) oraz odznaczeniem Austriackiego Czerwonego Krzyża. Uhonorowano ją Nagrodą Miasta Kielce (2002). W 2019 została laureatką nagrody honorowej „Świadek Historii” przyznanej przez Instytut Pamięci Narodowej. W 2021 otrzymała odznaczenie za zasługi dla Polskiego Czarnego Krzyża.

## Wybrane publikacje
- Cmentarze I wojny światowej w województwie kieleckim, Warszawa 1988.
- Grób Herwina. Przyczynek do losów miejsc pochówków żołnierzy I Brygady Legionów Polskich, Kielce 2001.
- Czarkowy – na drodze do niepodległości. Bój 16–24 września 1914 r., cz. 1, Kielce 2002.
- Towarzystwo Ochotniczej Straży Ogniowej w Kielcach 1873–1918. Studium działalności w latach niewoli narodowej, Kielce 2010.
- Cmentarze Kielc (współautor Jerzy Szczepański), Kielce 2012.
- Ochotnicza Straż Pożarna w Kielcach 1919–1939, Kielce 2012.